# HMS Fernie (L11)
HMS Fernie (L11) là một tàu khu trục hộ tống lớp Hunt Kiểu I của Hải quân Hoàng gia Anh Quốc được hạ thủy năm 1939 và đưa ra phục vụ năm 1940. Nó đã hoạt động trong suốt Chiến tranh Thế giới thứ hai, xuất biên chế năm 1945 và bị bán để tháo dỡ năm 1956.

## Thiết kế và chế tạo
Fernie được đặt hàng vào ngày 21 tháng 3, 1939 cho hãng John Brown & Company tại River Clyde trong Chương trình Chế tạo 1939 và được đặt lườn vào ngày 8 tháng 6 năm 1939. Nó được hạ thủy vào ngày 9 tháng 1 năm 1940 và nhập biên chế vào ngày 8 tháng 6 năm 1940. Tên nó được đặt theo một rừng săn cáo tại Leicestershire. Con tàu được cộng đồng dân cư Market Harborough thuộc hạt Leicestershire đỡ đầu trong khuôn khổ cuộc vận động gây quỹ Tuần lễ Tàu chiến năm 1942. Nó là chiếc tàu chiến duy nhất của Hải quân Anh được đặt cái tên này.

## Lịch sử hoạt động

### 1940
Ngay sau khi được đưa vào hoạt động, Fernie được huy động vào chiến dịch triệt thoái Lực lượng Viễn chinh Anh khỏi miền Bắc nước Pháp trong khuôn khổ Chiến dịch Dynamo. Liên quân Anh-Pháp bị thất bại trong trận Pháp, nên lực lượng Anh rút lui về các cảng dọc theo eo biển Manche chờ đợi để được đưa trở về Anh Quốc. Con tàu đã giúp triệt thoái lực lượng khỏi các cảng Saint-Malo, Brest, Saint-Nazaire và La Rochelle thuộc Pháp. Sau khi hoàn tất nó quay trở lại Scapa Flow hoàn tất các công việc chuẩn bị.
Vào ngày 10 tháng 7, Fernie cùng tàu tuần dương hạng nhẹ Coventry (D43), các tàu khu trục Inglefield (D02) và Imogen (D44) cùng các tàu khu trục hộ tống Hambledon (L37) và Atherstone (L05) hỗ trợ cho chiến dịch rải mìn tại phía Bắc đảo North Rona tại Bắc Hải, về phía Bắc Scotland. Sau đó con tàu quay trở về Portsmouth và gia nhập Chi Hạm đội Khu trục 1 cho các hoạt động hộ tống vận tải ven biển.
Vào ngày 7 tháng 8, đang khi hộ tống Đoàn tàu CW9 đi từ Southend-on-Sea đến Solent, Fernie đã đụng độ với các tàu phóng lôi E-boat đối phương; và đến ngày 22 tháng 8, nó rải màn khói ngụy trang để bảo vệ đoàn tàu vận tải khỏi các khẩu đội pháo bờ biển đối phương trong eo biển Dover. Đến ngày 11 tháng 9, đang khi hộ tống cho Đoàn tàu CW11 trong eo biển Manche, nó cùng tàu chị em Atherstone chịu đựng không kích nặng nề của đối phương.

### 1941
Fernie tiếp tục phục vụ tuần tra và hộ tống vận tải ven biển tại khu vực eo biển Manche và Bắc Hải. Vào ngày 22 tháng 3, 1941, nó tham gia cùng các tàu khu trục Intrepid (D10), Icarus (D03), Impulsive (D11) và các tàu khu trục hộ tống Tynedale (L96) và Cleveland (L46) trong một chiến dịch rải thủy lôi giữa Le Havre và Cherbourg.

### 1942
Vào ngày 15 tháng 2, 1942, Fernie tham gia một chiến dịch nhằm ngăn chặn nhưng không thành công các thiết giáp hạm Đức Scharnhorst và Gneisenau, đang tìm cách vượt qua eo biển Manche trên đường từ Pháp quay trở về Wilhelmshaven, Đức.
Đến ngày 13 tháng 3, Fernie lại được cử đi đánh chặn chiếc tàu buôn tuần dương vũ trang Đức Michel, được các tàu phóng lôi E-boat đối phương hộ tống bảo vệ, đang tìm cách tiến ra Đại Tây Dương để cướp phá tàu buôn Đồng Minh.
Sang tháng 7, Fernie được huy động để chuẩn bị cho Chiến dịch Jubilee, một cuộc tấn công đột kích vào Dieppe, Pháp. Nó được cải biến thành tàu chỉ huy di động dự phòng, và tham gia các cuộc thực tập chuẩn bị. Đến ngày 19 tháng 8, nó cùng các tàu chị em Albrighton (L12), Berkeley (L17), Bleasdale (L50) và Calpe (L71) hộ tống cho các xuồng đổ bộ tham gia cuộc đột kích, phải chịu đựng những cuộc không kích nặng nề và kéo dài của đối phương. Chiến dịch thất bại do sức kháng cự mạnh của đối phương và tổn thất nặng cho lực lượng tấn công, và phần còn lại phải rút lui vào ngày hôm sau.
Fernie quay trở lại vai trò hộ tống vận tải và tuần tra tại khu vực eo biển Manche. Vào ngày 13 tháng 10, nó được bố trí cùng Lực lượng Tuần duyên nhẹ nhằm ngăn chặn một đoàn tàu đối phương đang hộ tống chiếc tàu buôn tuần dương vũ trang Komet tìm cách vượt ra Đại Tây Dương. Chiếc tàu khu trục đã nhắm vào các tàu hộ tống, còn bản thân Komet bị đắm do trúng ngư lôi phóng từ các tàu phóng lôi. Fernie sau nó tiếp tục hoạt động từ căn cứ tại Portsmouth.

### 1943 – 1944
Vào tháng 1, 1943, Fernie được điều động sang Chi hạm đội Khu trục 21 đặt căn cứ tại Sheerness; nó tiếp tục phục vụ tuần tra và hộ tống vận tải ven biển tại Bắc Hải trong gần một năm rưỡi, trước khi được biệt phái để tham gia Chiến dịch Neptune, hoạt động hải quân trong khuôn khổ cuộc Đổ bộ Normandy. Trong tháng 4 và tháng 5, 1944, nó tham gia các cuộc thực tập chuẩn bị, rồi được phân công về Đội hộ tống 131 cùng với tàu corvette Kingcup (K33) và hai xuồng phóng lôi và di chuyển đến Milford Haven vào đầu tháng 6. Đến ngày 3 tháng 6, nó cùng các tàu corvette Kingcup, Wallflower (K44) và tàu đánh cá Bern hộ tống cho Đoàn tàu ETC1 di chuyển hướng đến Isle of Wight; nó tách khỏi đoàn tàu sau khi đi đến Solent và sáp nhập vào Đoàn tàu EWC1B.
Vào đúng ngày D 6 tháng 6, Fernie hộ tống cho Đoàn tàu EWC1B đi từ Solent đi đến ngoài khơi bãi đổ bộ, và quay trở về Solent cuối ngày hôm đó. Hai ngày sau, nó lại cùng tàu khu trục Walpole (D41), các tàu corvette Kingcup và Orchis (K76) hộ tống cho Đoàn tàu ETC3 khởi hành từ Solent, rồi chuyển đến Nore vào ngày hôm sau. Tách khỏi Chiến dịch Neptune vào tháng 7, nó quay trở lại hoạt động hộ tống vận tải từ căn cứ Sheerness, làm nhiệm vụ hộ tống vận tải ven biển và tuần tra tại khu vực eo biển Manche và Bắc Hải.

### 1945
Vào ngày 19 tháng 1, 1945, Fernie đã tham gia cứu vớt thủy thủ đoàn của chiếc tàu buôn SS Samvern bị trúng thủy lôi ngoài khơi bờ biển Hà Lan. Vào lúc này đối phương tăng cường các hoạt động rải mìn và đánh phá bằng tàu phóng lôi và tàu ngầm trang bị ống hơi tại Khu vực Tiếp cận Tây Nam. Đồng thời, do các căn cứ Không quân Đức dọc bờ biển nước Pháp đã bị loại bỏ, các đoàn tàu vận tải vượt Đại Tây Dương được chuyển hướng băng qua eo biển Manche để đi đến các cảng bờ Đông nước Anh, nên lực lượng tuần tra và hộ tống cần được bổ sung thêm.
Sang tháng 5, Fernie tham gia hỗ trợ các hoạt động chiếm đóng. Sau khi chiến tranh kết thúc, con tàu được giải giáp và sử dụng như một mục tiêu thực hành máy bay tại Rosyth, với một thủy thủ đoàn rút gọn, và đảm nhiệm vai trò này cho đến năm 1947. Con tàu được đưa về thành phần dự bị tại Harwich, rồi chuyển đến Barrow-in-Furness vào năm 1953. Nó được đưa vào danh sách loại bỏ vào năm 1955, và một năm sau được bán cho hãng BISCO. Con tàu được hãng Smith and Houston tại Port Glasgow tháo dỡ vào ngày 7 tháng 11, 1956.